# Sinfra (underprefektur)
Sinfra är en underprefektur i Elfenbenskusten. Den ligger i departementet med samma namn, i den centrala delen av landet, 50 km väster om huvudstaden Yamoussoukro.